# 73704 Гладюк
73704 Гладюк (73704 Hladiuk) — астероїд головного поясу, відкритий 6 жовтня 1991 року.
Тіссеранів параметр щодо Юпітера — 3,147.